# Élysée Vesanes
Élysée Vesanes (née le 25 janvier 1984 au Lamentin) est une athlète française, spécialiste du saut en longueur. 

## Biographie
Au Festival olympique de la jeunesse européenne de 2001 à Murcie, elle est médaillée d'argent du concours de saut en longueur et médaillée de bronze du relais 4 x 400 mètres. Elle remporte en 2005 la finale du saut en longueur des Jeux de la Francophonie de 2005 à Niamey. 
Au niveau national, elle est sacrée championne de France de saut en longueur en salle en 2005 et 2007.